# 鈴木紋次郎
鈴木 紋次郎（すずき もんじろう、1880年（明治13年）3月 - 1939年（昭和14年）10月26日）は、日本の実業家。結婚によって浅野総一郎の親戚になり、浅野財閥の多数の企業の要職を歴任した。

## 経歴・人物
鈴木紋次郎（旧姓：大洞紋次郎）は岐阜県人の大洞善兵衛の次男として、1880年（明治13年）3月に生まれた。1904年（明治37年）か、1905年（明治38年）に東京高等商業学校（一橋大学）を卒業して、第一銀行（みずほ銀行）に就職した。
大洞紋次郎は、第一銀行で働いている時期に、第一銀行の創立者渋沢栄一の紹介で、1907年（明治40年）4月に、鈴木タカと結婚して、婿入りし、鈴木紋次郎となった。鈴木タカの養父であった鈴木恒吉は、浅野総一郎（浅野財閥創始者）や渋沢栄一（渋沢財閥創始者）や大倉喜八郎（大倉財閥創始者）と共に札幌麦酒（サッポロビール）を創立し、自らも鈴木洋酒店（伊藤忠食品）を経営していた人物で、継嗣がなかったので、妹サクと浅野総一郎の四女ないし五女のタカを養女にしていた。
鈴木紋次郎は、1913年（大正2年）に第一銀行を辞職して、浅野財閥に移った。

### 役職
沖電気・浅野造船所（ジャパンマリンユナイテッド、JFEグループ）・京浜運河（東亜建設工業）の常務取締役、浅野同族・浅野小倉製鋼所・浅野⽯材⼯業・朝鮮鉄⼭・神奈川コークス（東京ガスエネルギー）・内外⽯油・東洋草莚・信越⽊材・太平洋貿易の取締役、
関東⽔力電気（佐久発電所）・浅野セメント（太平洋セメント）・芳野浦鉱業・⽇之出汽船（NYKバルク・プロジェクト）・台湾地所建物・⼤⽇本鉱業・千代田⽯油・中央製鉄・浅野物産（丸紅、NIPPO）・⽇本鋳造・鶴⾒⽊⼯・⾜利紡績（東洋紡）・鶴⾒臨港鉄道（JR鶴見線）・南武鉄道（JR南武線）の監査役、 はい原本店、醬油商。浅野製材・淺野⽯油の監査役、酒醬油商、榛原元店。鶴見製鉄造船（ジャパンマリンユナイテッド、JFEグループ）の専務。日本鋳造の副社長、鈴木洋酒店（伊藤忠食品）の代表取締役、朝鮮鉄山・小倉築港（小倉興産）の取締役、南洋製鉄・南洋鉄鉱・浅野雨龍炭鉱・鶴見窯業の監査役。
1939年10月26日没。墓所は谷中霊園。

## 親族
- 妻：鈴木タカ（浅野総一郎の四女ないし五女で鈴木恒吉の養女。）
- 長女・純子 ‐ 岩垂邦彦の二男・邦雄の妻。
- 義理の父：鈴木恒吉（鈴木洋酒店の経営者で札幌麦酒創設に関与した。浅野総一郎の妻サクの兄であり、鈴木タカの養父。）
- 義理の父：浅野総一郎（浅野財閥の創始者で鈴木タカの実父。）
- 義理の母：浅野サク（浅野総一郎の妻）[2][4][8][7]